# PC du Col-de-Colombart

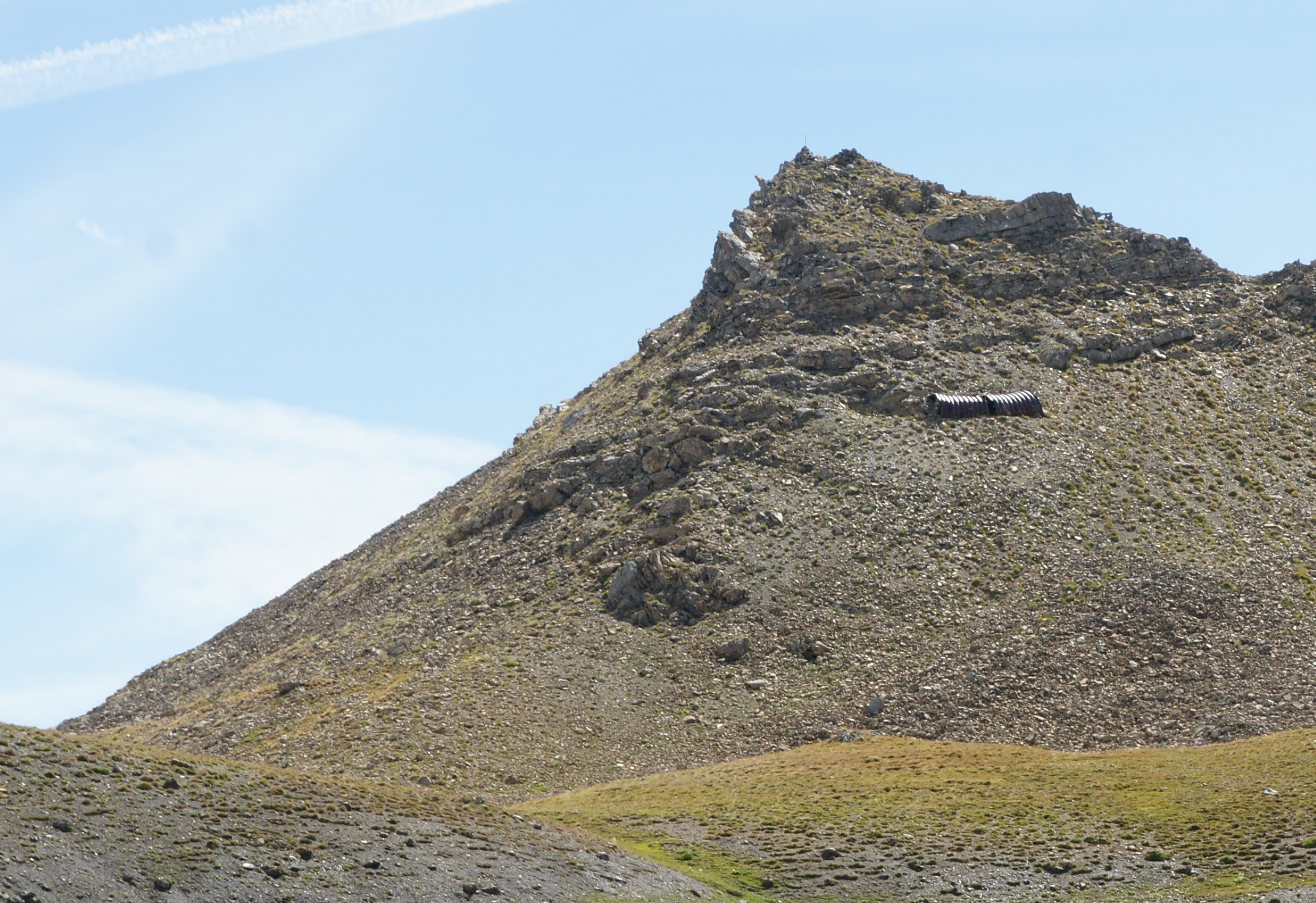
La pointe de Colombart et les restes de l'abri.

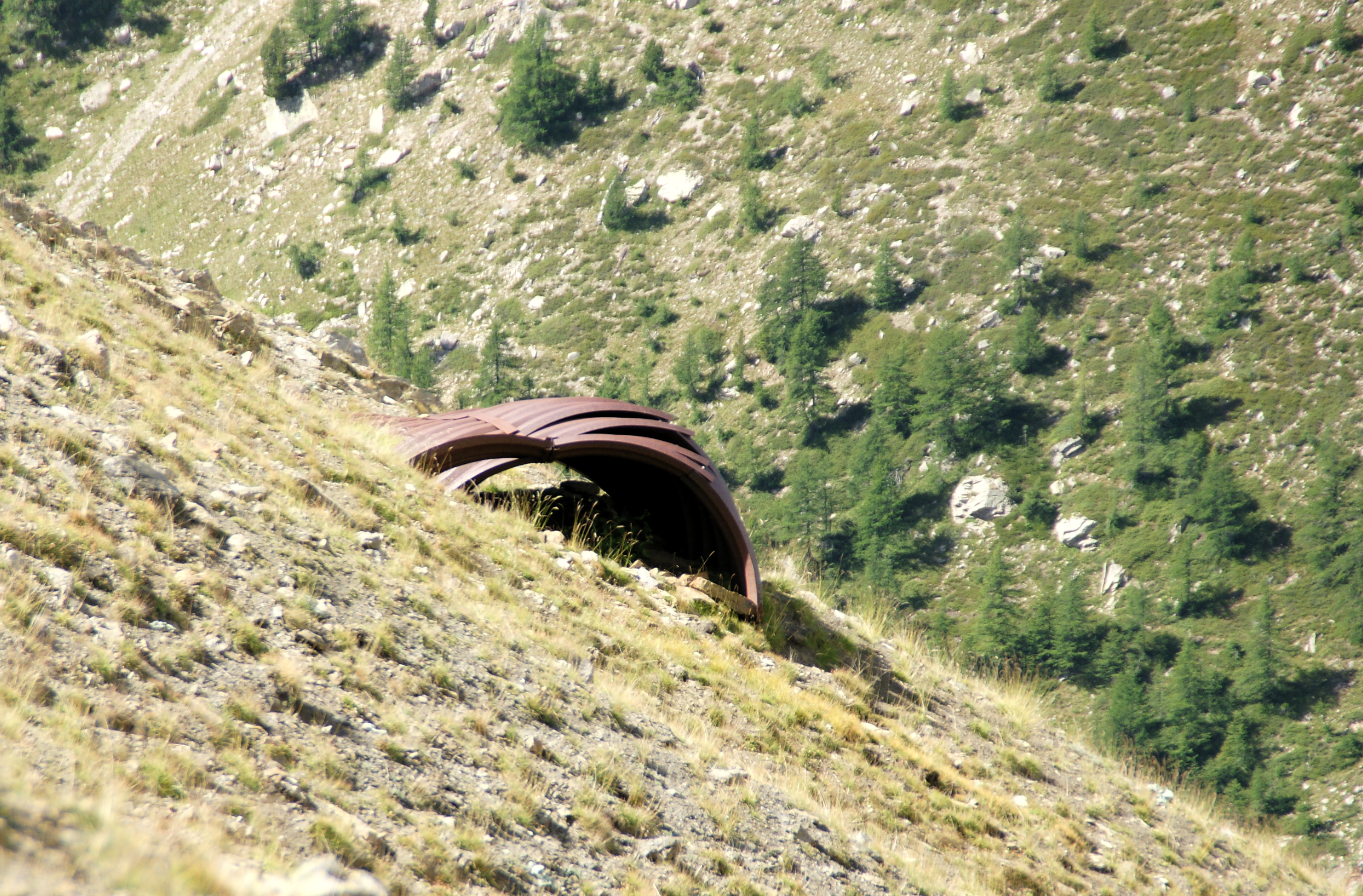
Un abri en tôle, situé sous la crête descendant au sud-ouest de la pointe de Chaufrède.

Le PC du Col-de-Colombart était le poste de commandement du quartier Rougna du secteur fortifié du Dauphiné (ligne Maginot des Alpes) ; le col de Colombart est situé à environ 2 km à vol d'oiseau au sud-est du col de la Bonette. 
Ce poste de commandement avait la responsabilité de toute la zone comprise entre le sommet de la Bonette et Saint-Dalmas-le-Selvage inclus. Il était très sommairement aménagé sous un abri en tôle cintrée (tôle métro) situé directement sous la Pointe de Colombart.
On peut y voir également les emplacements dallés qui accueillaient les tentes marabouts à la belle saison.
On rencontre d'autres abris du même type dispersés dans cette zone, au-dessous de l'ancienne piste conduisant au col de la Moutière et à l'ouest du col de l'Alpe. Tous ces abris, dont certains n'avaient d'ailleurs même pas été achevés, sont aujourd'hui totalement en ruine.

## Sources
- Henri Béraud, La Seconde Guerre mondiale dans les Hautes-Alpes et l'Ubaye, Société d'études des Hautes-Alpes, 1990.
- Philippe Lachal, Fortifications des Alpes, leur rôle dans les combats de 1939-1945, UBAYE-UBAYETTE-RESTEFOND, Éditions du Fournel, 2006.
- Général Étienne Plan et Eric Lefevre, La Bataille des Alpes, 10-25 juin 1940, Charles Lavauzelle, 1982.
- Claude Raybaud, Fortifications de l'époque moderne dans les Alpes-Maritimes, Serre éditeur, 1992.